# Температура воздуха
Температура воздуха — один из термодинамических параметров состояния атмосферы. Измеряется термометром.

## Общая характеристика
Температура воздуха в каждой точке непрерывно меняется; в разных местах Земли в одно и то же время она также различна. У земной поверхности температура воздуха варьируется в довольно широких пределах: крайние её значения, наблюдавшиеся до сих пор, +56,7 ˚C (10 июля 1913 года в долине Смерти) и −89,2 ˚С (21 июля 1983 года на советской антарктической станции «Восток», расположенной в Восточной Антарктиде). С высотой температура воздуха меняется в разных слоях и случаях по-разному. В среднем сначала понижается до высоты 10—15 км (приблизительно до −65 ˚C в полярных широтах и −45 ˚C — в тропических), а затем растёт до высоты 50—60 км до 0…+2 ˚С, потом снова падает и так далее.

## Относительная шкала
Температура воздуха, а также почвы и воды в большинстве стран выражается в градусах международной температурной шкалы, или шкалы Цельсия (˚С), общепринятой в физических измерениях. Ноль этой шкалы приходится на температуру, при которой тает лёд, а +100 ˚С — на температуру кипения воды. Однако в США и ряде других стран до сих пор не только в быту, но и в метеорологии используется шкала Фаренгейта (˚F). В этой шкале интервал между точками таяния льда и кипения воды разделён на 180˚, причём точке таяния льда приписано значение +32 ˚F. Таким образом, величина одного градуса Фаренгейта равна 5/9 ˚С, а ноль шкалы Фаренгейта приходится на −17,8 ˚С. Ноль шкалы Цельсия соответствует +32 ˚F, а +100 ˚С = +212 ˚F.

## Абсолютная шкала
Кроме того, в теоретической метеорологии применяется абсолютная шкала температур (шкала Кельвина), K. Нуль этой шкалы отвечает полному прекращению теплового движения молекул, то есть самой низкой возможной температуре. По шкале Цельсия это −273,15 ˚С, но на практике это значение округляют до −273 ˚С. Величина единицы абсолютной шкалы равна величине градуса шкалы Цельсия. Поэтому нуль шкалы Цельсия соответствует 273-му делению абсолютной шкалы (273 К). По абсолютной шкале все температуры положительные, то есть выше абсолютного нуля. По этой же шкале температура кипения воды при обычном атмосферном давлении равняется 373 K.

## Виды
- Активная температура — температура воздуха, больше чем биологический минимум на протяжении всего периода вегетации.
- Максимальная температура — самая высокая температура воздуха, почвы или воды на протяжении определённого промежутка времени.
- Минимальная температура — самая низкая температура воздуха, почвы или воды на протяжении определённого промежутка времени.

## Рекорды температур
Наиболее низкие температуры воздуха у поверхности земли наблюдаются на полюсах планеты. При этом могут подразумеваться либо абсолютные минимумы температуры, либо минимумы средних годовых величин.
- 13 сентября 1922 года в городе Эль-Азизия, Ливия была зарегистрирована температура +58,2 ˚C. На сегодняшний день данный результат считается ошибочным и поэтому Всемирная метеорологическая организация считает рекордом +56,7 ˚C, зафиксированные 10 июля 1913 года на ранчо Гринленд в долине Смерти (штат Калифорния, США)[4][5].
- 21 июля 1983 года на станции «Восток», Антарктида, на высоте 3420 метров над уровнем моря была зарегистрирована рекордно низкая температура: −89,2 ˚C[2][3]. Среднегодовая температура на станции «Восток» — −60,2 ˚C.
- 9 декабря 2013 года на конференции Американского геофизического союза группа американских исследователей сообщила о том, что 10 августа 2010 года температура воздуха в одной из точек Антарктиды опускалась до −135,8 °F (−93,2 °С). Данная информация была выявлена в результате анализа спутниковых данных НАСА[6]. По мнению выступавшего с указанным сообщением Теда Скамбоса (англ. Ted Scambos), полученное значение не будет зарегистрировано в качестве рекордного, поскольку определено в результате спутниковых измерений, а не с помощью термометра[7].

Самая высокая среднегодовая температура была отмечена в 1960—1966 годах в Даллоле, Эфиопия и составила +34,4 ˚C в среднем за эти 7 лет. Самая низкая среднегодовая температура отмечается на станции Восток: −57,3 ˚C и в точке с координатами 78˚ ю. ш. и 96˚ в. д.: −57,8 ˚C. Самая низкая температура снега отмечалась в 1933 году в Оймяконе, когда температура поверхности снега составила −69,6 градусов по шкале Цельсия.